# Rosario (Argentína)
Rosario egy nagyváros Argentínában, Buenos Airestől közúton mintegy 300 km-re északnyugatra. Santa Fe tartomány legnagyobb városa, mégsem a fővárosa, hanem a tőle északra levő, jóval kisebb Santa Fe.
Lakosainak száma 1 193 000 fő volt 2010-ben, ezzel Buenos Aires és Córdoba után az ország 3. legnagyobb városa. Rosario az elmúlt 150 évben fejlődött várossá. Modern nagyváros, nyílegyenes, párhuzamos utcákkal.
A város folyami kikötő a Paraná folyón, amelyen óceánjárók is elérhetik, így Rosario Közép- és Észak-Argentína fő gabona-, hús- és fakiviteli városa. Ipara acélt és mezőgazdasági gépeket gyárt.

## Látnivalók
A nemzeti zászló emlékműve
- Május 25. tér

## Híres emberek
- Itt született Che Guevara (1928. június 14. – 1967. október 9.) marxista forradalmár, gerillavezér
- Itt született Lionel Messi (1987. június 24. –) labdarúgó
- Itt született Ángel Di María (1988. február 14. –) labdarúgó
- Itt született Gonzalo Echenique (1990. április 27. –) világbajnok vízilabdázó

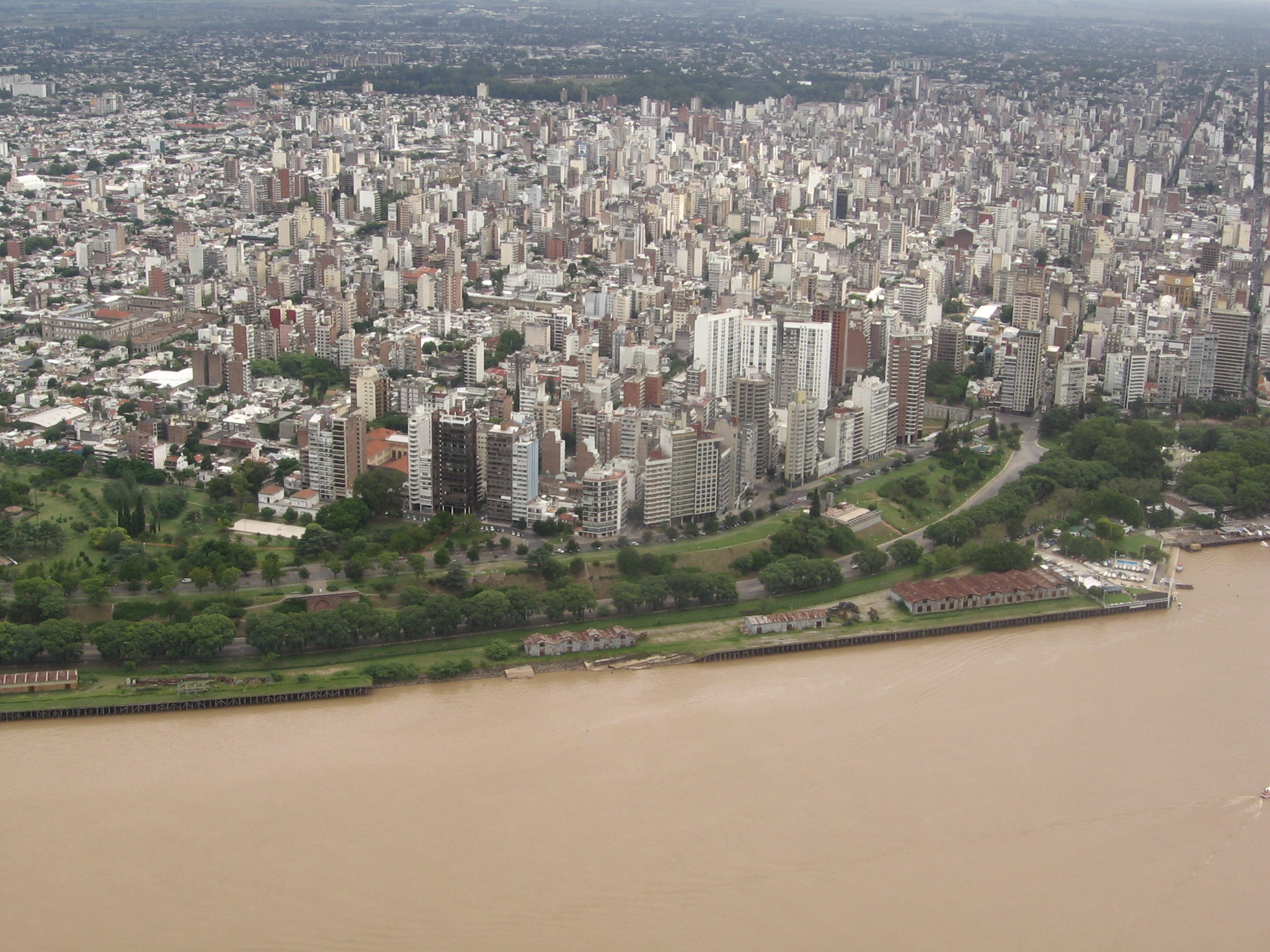
Rosario